# 篠山市立城北小学校
篠山市立城北小学校（ささやましりつ じょうほくしょうがっこう）は、兵庫県丹波篠山市黒岡にあった公立小学校。校名は篠山城の北を意味し、かつて属していた多紀郡城北村に因む。2013年4月1日に篠山市立畑小学校と統合し、同一地に篠山市立城北畑小学校（現　丹波篠山市立城北畑小学校）が開校した。

## 沿革
- 1874年（明治7年）8月 - 法昌寺に黒岡小学校が、轟八幡神社に新荘小学校が開校。
- 1879年（明治12年）8月 - 寺内村大路ヶ下に大路小学校設立。
- 1880年（明治13年）3月 - 沢田畑随の坪に明倫小学校設立。
- 1896年（明治29年）4月 - 以上各校を統合し、現在地の黒岡村沢田の坪に城北小学校が開校。
- 1912年（明治45年）4月 - 高等科設置に伴い、城北尋常高等小学校と改称。
- 1924年（大正13年） - 旧講堂が完成。
- 1941年（昭和16年）4月1日 - 国民学校令により、城北国民学校と改称。
- 1947年（昭和22年）4月1日 - 学制改革により、城北村立城北小学校と改称。
- 1952年（昭和27年）9月 - 講堂（現在の体育館）が完成。
- 1954年（昭和29年）11月 - 幼稚園を併設。
- 1955年（昭和30年）4月20日 - 城北村が篠山町に編入されたのに伴い、篠山町立城北小学校と改称。
- 1967年（昭和42年）7月 - プール竣工。
- 1973年（昭和48年）2月 - 講堂を改装し、体育館に改称。
- 1973年（昭和48年）9月 - 創立100周年記念式典を挙行。
- 1976年（昭和51年）2月 - 現在の小学校舎が竣工。
- 1977年（昭和52年）12月 - 現在の幼稚園舎が竣工。
- 1999年（平成11年）4月1日 - 多紀郡5町統合による篠山市発足に伴い、篠山市立城北小学校と改称。
- 2013年（平成25年）4月1日 - 畑小学校と統合し、篠山市立城北畑小学校が開校。

 以下の記述は、閉校時点のものである

## 通学区域
- 篠山市
  - 野間、東沢田、新荘、大熊、北沢田、前沢田、黒岡（75番地を除く）、寺内、佐倉、大谷、鷲尾、知足、丸山、藤岡奥、藤岡口、熊谷、郡家（403番地4、宮ノ下の坪、柴崎の坪、鋤ノ先の坪、口ノ長の坪、清常の坪及び四十石ノ坪を除く）、筋山、乾新町（220番地6、220番地8及び 220番地9）

## 進学後中学校
- 篠山市立篠山中学校（現丹波篠山市立篠山中学校）

## 併設施設
- 篠山市立たまみず幼稚園

## 周辺
- 兵庫県立篠山鳳鳴高等学校
- 黒岡川（篠山川支流）

## アクセス
- ウイング神姫（旧神姫グリーンバス） 篠山鳳鳴高校前にて下車
- 兵庫県道544号丸山南新町線沿い